# Plantilla de Lesbos

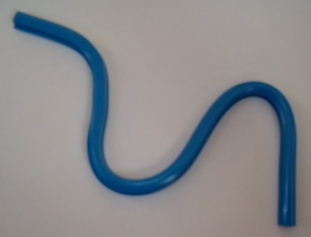
Una flexicurva: la versión moderna de una regla de Lesbos

Una plantilla de Lesbos (también denominada regla de Lesbos) es un útil de dibujo flexible empleado tradicionalmente en la construcción. Se trata de una regla que puede ser doblada para ajustarla al perfil de una moldura (pudiendo mantener la forma que se le dé), siendo utilizada para medir o reproducir curvas irregulares.
Estas plantillas eran originalmente construidas con una clase de plomo especialmente flexible procedente de la isla de Lesbos, de donde reciben el nombre.